# Greater Texas & Pan-American Exposition
Greater Texas & Pan-American Exposition foi uma Feira Mundial realizada no Fair Park em Dallas, Texas, EUA, no ano de 1937. A exposição promoveu a cidade de Dallas como a capital cultural e económica de uma civilização pan-americana emergente que se estende desde a Terra do Fogo até ao Alasca. Seguiu-se à bem-sucedida Texas Centennial Exposition, realizada para comemorar o centenário do Texas em 1936. Todos os edifícios de exposição construídos para a feira de 1936 (exceto o Hall of Negro Life, que foi demolido) foram simplesmente redecorados para o evento, mas a maioria grandes expositores (como General Motors, Ford e Chrysler) não retornaram em 1937. Uma das atrações do evento foram os Jogos Olímpicos Pan-Americanos, colocando as nações da América do Norte, Central e do Sul umas contra as outras em uma série de competições desportivas. Os Jogos Olímpicos Pan-Americanos de 1937 é considerado por historiadores o embrião dos Jogos Pan-Americanos.
A exposição decorreu de 12 de junho de 1937 a outubro de 1937. A exposição não correspondeu às expectativas, atraindo apenas 2 milhões de visitantes (em comparação com mais de 6 milhões no Centenário do Texas).